# Comuna Cetate, Bistrița-Năsăud
Cetate este o comună în județul Bistrița-Năsăud, Transilvania, România, formată din satele Orheiu Bistriței, Petriș și Satu Nou (reședința).
Comuna a fost reorganizată prin Legea Nr. 537 din 24 septembrie 2002, publicată în Monitorul Oficial Nr. 707 din 27 septembrie 2002.

## Geografie

### Așezare
Comuna este situata la poalele munților Călimani, la contactul cu Podișul Transilvaniei, fiind marginită la est cu Piemontul Călimanilor, la sud și sud–vest de Dealurile Șieului, la nord–vest de Dealurile Bistriței și la nord-est de Depresiunea Livezile-Bârgău. Comuna Cetate se află situată din punct de vedere geografic la intersecția meridianului de 24 grade și 38 de minute longitudine estică și paralelele de 47 grade și 8 minute latitudine nordică.
Suprafata totală este de 6.101,49 ha distribuită astfel: 543,4 ha teren arbil, 2300 ha pășuni, 930,46 ha fănețe, 380 ha livezi, 1540 ha păduri, 407,63 ha alte categorii.

### Relief
Relieful, deluros și muntos încadrează comuna înspre zona nordică, la est de localitatea Satu Nou se află masivul Vulturul (1.501 m.) iar în partea de nord-vest o zonă de dealuri.

## Demografie
Componența etnică a comunei Cetate
     Români (76,19%)
     Romi (13,87%)
     Alte etnii (0,5%)
     Necunoscută (9,44%)
Componența confesională a comunei Cetate
     Ortodocși (84,29%)
     Penticostali (3,44%)
     Alte religii (2,41%)
     Necunoscută (9,86%)
Conform recensământului efectuat în 2021, populația comunei Cetate se ridică la 2.617 locuitori, în creștere față de recensământul anterior din 2011, când fuseseră înregistrați 2.330 de locuitori. Majoritatea locuitorilor sunt români (76,19%), cu o minoritate de romi (13,87%), iar pentru 9,44% nu se cunoaște apartenența etnică. Din punct de vedere confesional, majoritatea locuitorilor sunt ortodocși (84,29%), cu o minoritate de penticostali (3,44%), iar pentru 9,86% nu se cunoaște apartenența confesională.

## Politică și administrație
Comuna Cetate este administrată de un primar și un consiliu local compus din 13 consilieri. Primarul, Stelian-Simion Curean[*], de la Partidul Național Liberal, este în funcție din 1 noiembrie 2024. Începând cu alegerile locale din 2024, consiliul local are următoarea componență pe partide politice:
|  | Partid                          | Consilieri | Componența Consiliului | Componența Consiliului | Componența Consiliului | Componența Consiliului | Componența Consiliului | Componența Consiliului |
|  | ------------------------------- | ---------- | ---------------------- | ---------------------- | ---------------------- | ---------------------- | ---------------------- | ---------------------- |
|  | Partidul Social Democrat        | 6          |                        |                        |                        |                        |                        |                        |
|  | Partidul Național Liberal       | 6          |                        |                        |                        |                        |                        |                        |
|  | Alianța pentru Unirea Românilor | 1          |                        |                        |                        |                        |                        |                        |

## Istoric
Numele de Cetate vine de la Castrul roman de la Orheiu Bistriței. Viața umană pe cuprinsul comunei Cetate își are începuturile în epoci foarte îndepărtate. Societatea omenească pe aceste meleaguri este documentată de-a lungul comunei primitive, epoca dacică și romană, precum și în perioada prefeudală. Perioada feudalismului este marcată de atestarea documentară a localităților aparținătore comunei Cetate, după cum urmează:

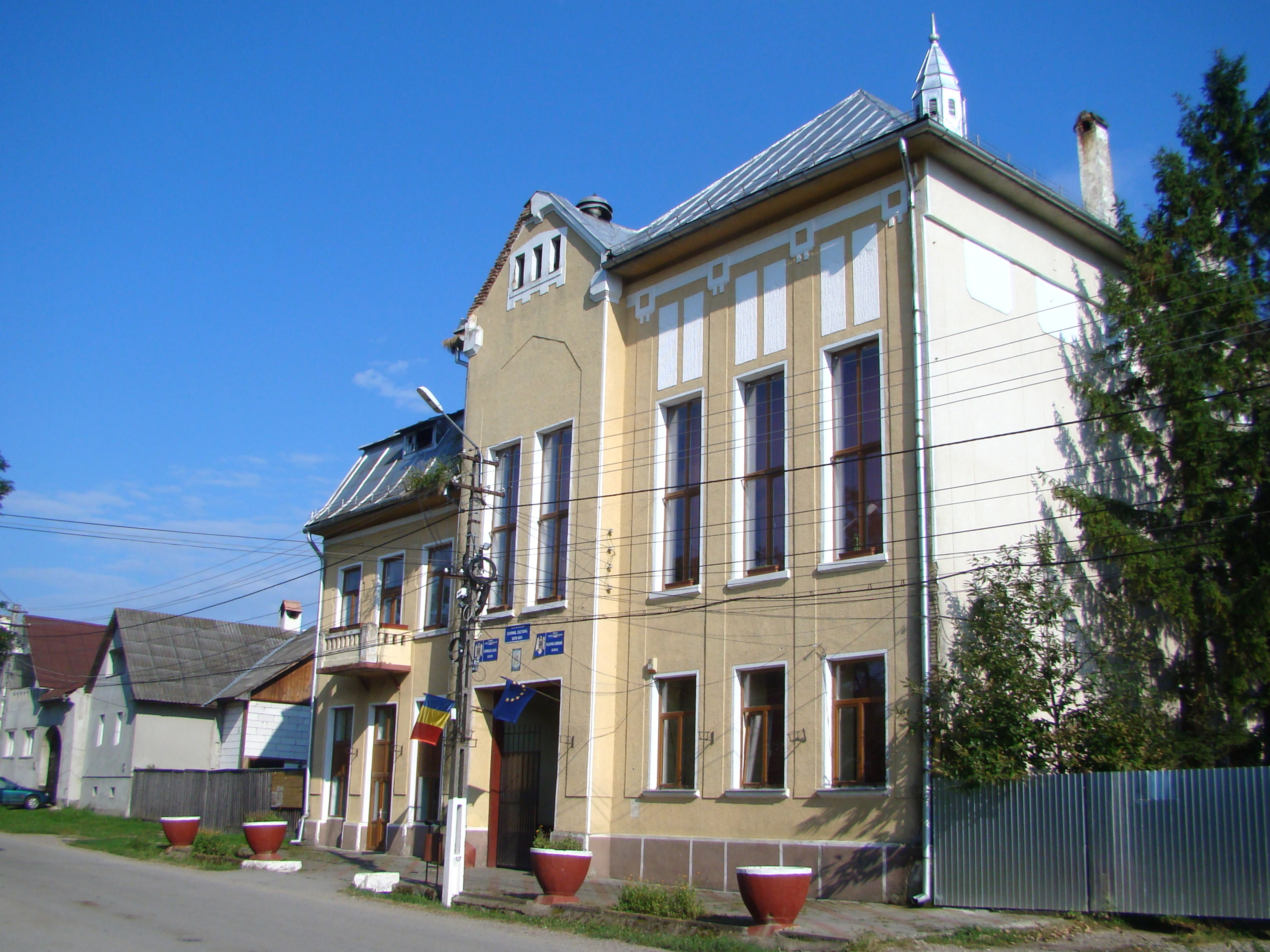
Primăria comunei Cetate aflată în localitatea Satu Nou

Satu Nou (Uberneudorf în limba germană și Felsőszászújfalu în maghiară s-a dezvoltat de-a lungul pârâului Budușel. Prima vatră a satului a fost mai jos pe locul numit Husalserfen, ulterior satul mutându-se mai sus pe cursul apei și pe culmea de deal unde se va întemeia Oberneudorf (Satu Nou de Sus), mai târziu satul se muta pe actualul loc.
Primii locuitori ai acestei zone au fost români, care trăiau în grupuri de familii mici, răsfirate. Așezarea ca localitate mai mare își are originea în urma colonizarii sașilor în secolul al XIII-lea.
Cea mai timpurie atestare a satului dateaza din 1332, când în registrele de dijme papale este înregistrat Henricus parohul din Nova Villa, aparținând de Comitatul Bistrița-Năsăud cu capitala în orașul Bistrița.
În 1453 între posesiunile lui Iancu de Hunedoara din districtul Bistrița figurează și Satu-Nou.
În 1518 se desfașoară un proces între locuitorii din Satu-Nou cu cei din Ghinda și Dorolea pentru drepturile asupra unor terenuri, proces ce se extinde pe mai mulți ani. Satul a purtat și numele de Uifalău (de la ungurescul Újfalu). Există și versiunea că o parte a locuitorilor din Satu Nou ar fi urmași ai locuitorilor vechii cetați Rodna, retrași în această parte în urma macelului provocat de năvălirea tătarilor din 1241.
Dupa molima de ciumă de la începutul secolului al XVII–lea, recensământul din 1642 înregistrează doar 4 gospodarii în Satu Nou. În 1695 erau 10 gospodarii, în 1720 erau 393 de locuitori. În 1762 populația satului sporește prin instalarea aici a unor familii sasești venite din Rodna, odată cu înființarea Regimentului românesc de granița pe Valea Someșului.
Conscripția lui Klein din 1733 înregistra Satu Nou ca așezare mixtă în care viețuiau și 30 de familii de români fară biserică și fară preot.
Petriș (Petresdorf în germană, Petres, Petresfalva în maghiară se afla, conform documentelor, în districtul Chirălești. O mărturie timpurie despre existența așezarii ne-o oferă elementele din perioada romană din biserica aflată în centrul satului și care nu se pot data mai târziu de mijlocul secolului al XIII–lea. Se pare ca satul a aparut în jurul unei vechi mănăstiri, ridicată aici dintr-un ordin călugăresc, însă nu se cunoaște data precisă. Se mai spune ca satul s-ar fi format în jurul unui domeniu feudal, denumirea provenind de la expresia “Satul lui Peter”, probabil numele unui nobil. Aceasta versiune pare puțin plauzibilă deoarece Petrișul și Satu Nou au fost în perioada feudală sate libere, spre deosebire de Orhei care a fost un sat de iobagi.
Prima atestare documentara dateaza din anul 1311, când regele Ungariei, Carol Robert de Anjou poruncește în luna martie Capitlului de Alba Iulia să trimită un martor, care împreună cu trimisul său, să hătărnicească satul Petriș pe care îl donează magistrului Mayus, mare paharnic și Comite de Bistrița.
În anul 1440 satul era donat de regele Wladislaus familiei Bethlen, pentru ca din 1453 să figureze între posesiunile lui Iancu de Hunedoara.
În anul 1527 Petrișul, împreună cu alte sate, a fost donat lui Paul Podowinya.
În anul 1602 satul a fost devastat de trupele generalului Basta.
În 1642 Petrișul cuprindea un numar de 17 gospodării, iar în 1695 erau 15 gospodării care plăteau dări, 10 case fiind pustii. Numele satului Petriș nu este nici nemțesc, nici maghiar, cum apare în unele documente, ci este de origine latină de la “Petra”, așa cum se găsesc asemenea nume și în Dobrogea sau în alte regiuni ale țarii .
Cartierul românesc constituit în partea sudică a așezarii a primit biserica în 1903 când aceasta a fost refăcută și donată comunității de satenii din Ilva Mare, unde ea fusese edificata la 1748.
Orheiu Bistriței (Burghalle în germană, Óvárhely în maghiară suprapune un castru roman, de unde și denumirea pe care așezarea o primește. Localitatea situata la 10 km de Bistrița făcea parte din satele sasești libere care au format Districtul săsesc al Bistriței.
Cea mai timpurie atestare documentara a satului dateaza din 1319. În această perioadă satul se găsea pe teritoriul comitatului Dabâca, fiind în stapânirea greavului Thomas.
În 1323 regele Carol Robert al Ungariei confirma donația satului catre Thomas Voievodul Transilvaniei. Satul se dezvoltă de-a lungul a două drumuri perpendiculare, având în punctul de intersecție clădirea bisericii. În anul 1443 satul intră în posesia lui Iancu de Hunedoara, voievodul Transilvaniei și Comite de Bistrița .
În anul 1464 regele Matei Corvin întărește stapânirea lui Petrus de Zob, castelanul cetății Bistriței asupra mai multor sate între care și Burghalle, Orheiu Bistriței de astazi.
În anul 1720 Orheiu avea o populație de 178 de locuitori, la 1765 populația evanghelică a localitații numara 46 de familii cu 267 de suflete.
De-a lungul vremii satul a sufră mai multe pagube importante, astfel în anul 1781 revărsării ale râului Budac; barajul ridicat în 1807 a fost rupt de torenți în 1827, în 1874 jumatate din sat a fost mistuit de un incendiu de mari proporții, iar în anul 1913 din nou satul suferă distrugeri majore din cauza inundațiilor.

## Climă
Clima este una moderat continentală, cu temperatura medie anuală cuprinsă între 5 și 6 grade, cu o maximă termică în iulie și o minimă în ianuarie, ce oferă condiții propice locuirii acestor meleaguri.

## Floră și faună
Vegetația naturală e dominată de foioasele din primul etaj de altitudine (stejar, fag, carpen, alun) iar la peste 1.200 m altitudine se află coniferele (molid, brad). Una din cele mai frumoase podoabe florale o constituie rezervația naturală Poiana cu narcise de pe Șesul Văii Budacului situată la sud-est de pădurea de stejari din Șesul Orheiului.
Fauna e renumită prin speciile de valoare cinegetică, printre care: ursul carpatin, cerbul carpatin, mistrețul, capriorul, lupul, vulpea, cocoșul de munte etc.

## Biserica și școala

### Biserica
În fiecare din cele trei sate (Satu Nou, Petriș și Orheiu-Bistriței) există câte o biserică, iar în satul Petriș mai este și o biserică de lemn situată în cimitirul din sat (toate sunt ortodoxe). Atât biserica mare din Petriș, cu hramul “Sfântul Dumitru”, cât și biserica de lemn, precum și turnul bisericii, sunt monumente arheologice.
Biserica din localitatea Satu Nou este a doua ca mărime din județul Bistrița-Năsăud.
În localitatea Petriș există și un monument al eroilor căzuți în Primul Război Mondial. În fiecare an de ziua eroilor, sunt aduse omagii celor căzuți pe câmpul de luptă.

## Economie
Activitati economice principale: prelucrarea primară a lemnului, industria cărnii, prelucrarea laptelui, creșterea animalelor
Activitati specifice zonei: agricultura bazată pe cultura plantelor și creșterea animalelor, industrializarea cărnii (în satul Orheiu Bistriței se afla si al doile cel mai mare abator din Ardeal), debitarea și prelucrarea lemnului

## Turism

### Atracții turistice
- Biserica de lemn din satul Petriș
- Rezervația naturală Poiana cu narcise de pe Șesul Văii Budacului" (6 ha)
- Rezervația naturală "Pădurea Orheiului
- Versantul nord-vestic al Călimanilor
- Cușma (sit de importanță comunitară inclus în rețeaua europeană Natura 2000 în România)
- De un deosebit interes științific și turistic este existența pe teritoriul comunei Cetate a “vulcano-karstului” identificat la Piatra Corbului și la Strâmtu, fenomen unic, pe cât se pare, în lume.

### Festivalul “Laleaua pestriță”

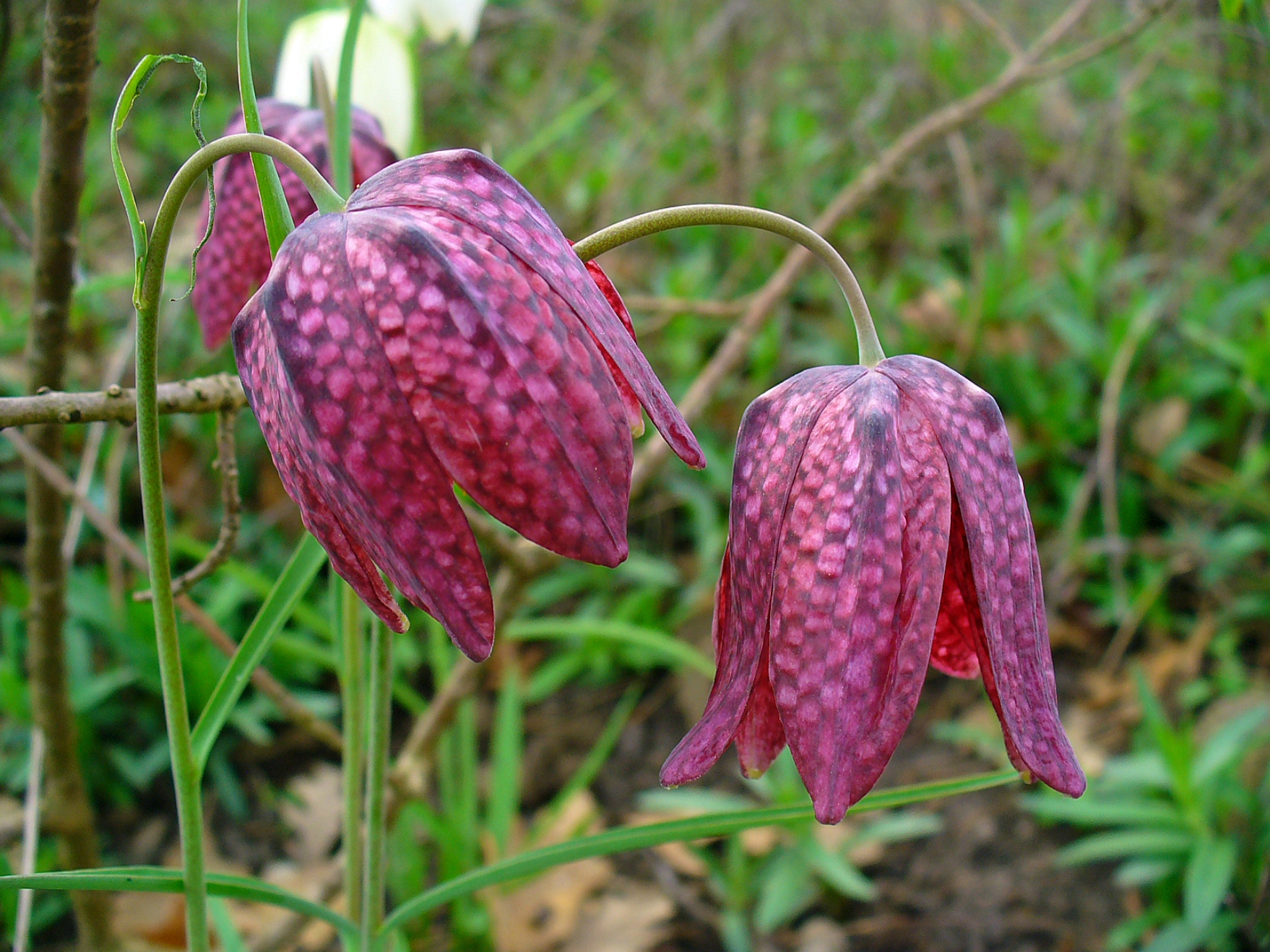
Laleauă pestriţă (Fritillaria meleagris)

În teritoriul administrativ al comunei există o pădure de stejar situată în șesul localității Orheiu-Bistriței - unde crește floarea “Laleaua pestriță” (Fritillaria meleagris) - specie ocrotită de lege – fiind considerată monument al naturii. În cinstea acestei flori și pentru protejarea ei, după terminarea perioadei de vegetație (10 aprilie- 5 mai), în a treia duminică din luna mai, primăria organizează un festival folcloric denumit “Laleaua pestriță” - urmat de o tradițională serbare câmpenească. La festival participă cele mai prestigioase formații artistice din județ.
De obicei, concomitent cu festivalul “Laleaua Pestriță” în pădurea Orheiului se ține o importantă expoziție zootehnică zonală, la care participă principalii crescători de bovine din comuna Cetate și comunele limitrofe, expoziția fiind specializată pe rasa “Bălțata Românească”.

## Imagini

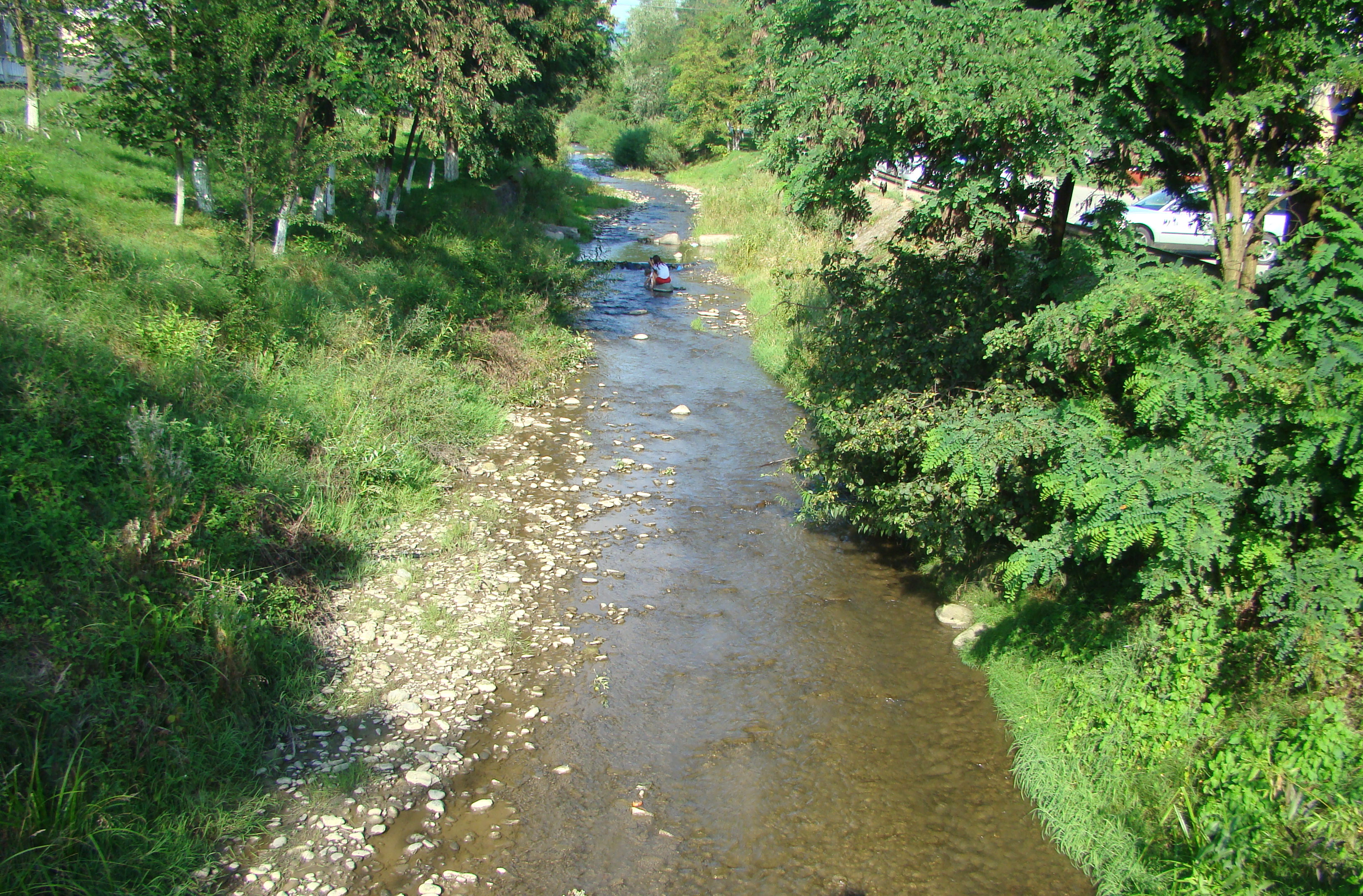
Râul Budușelu
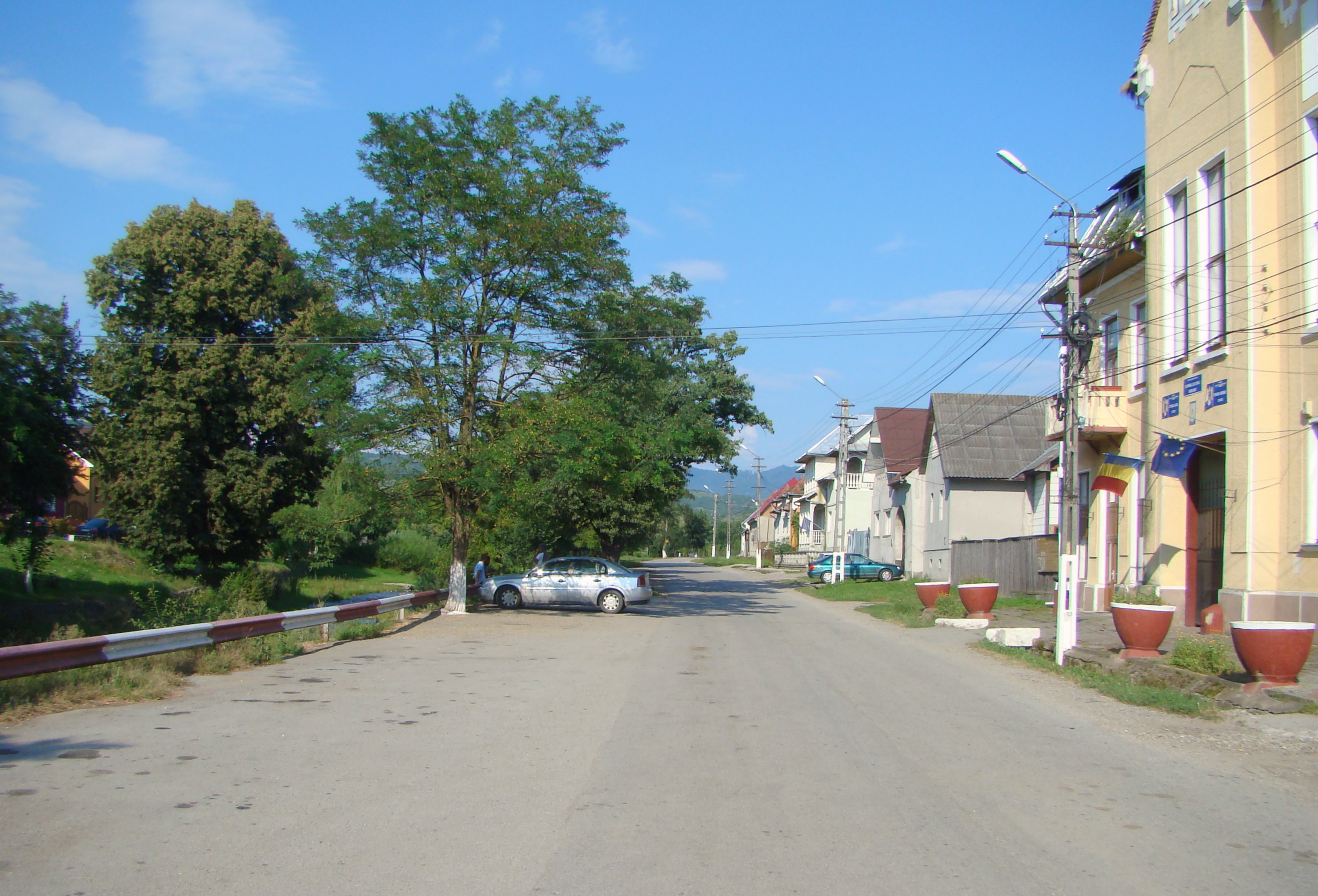
Satu Nou
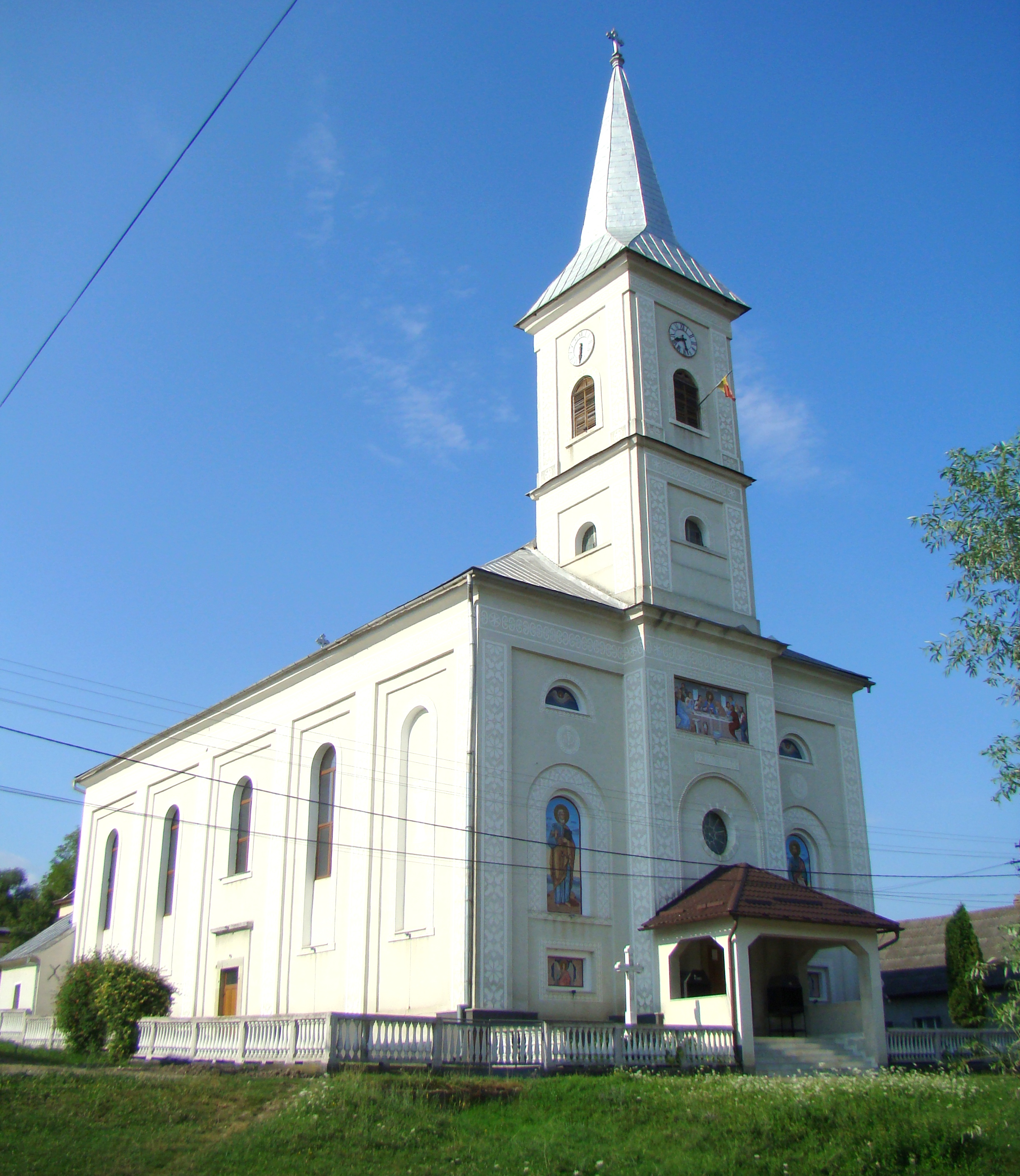
Fosta biserică evanghelică din Satu Nou (folosită în prezent de ortodocşi)
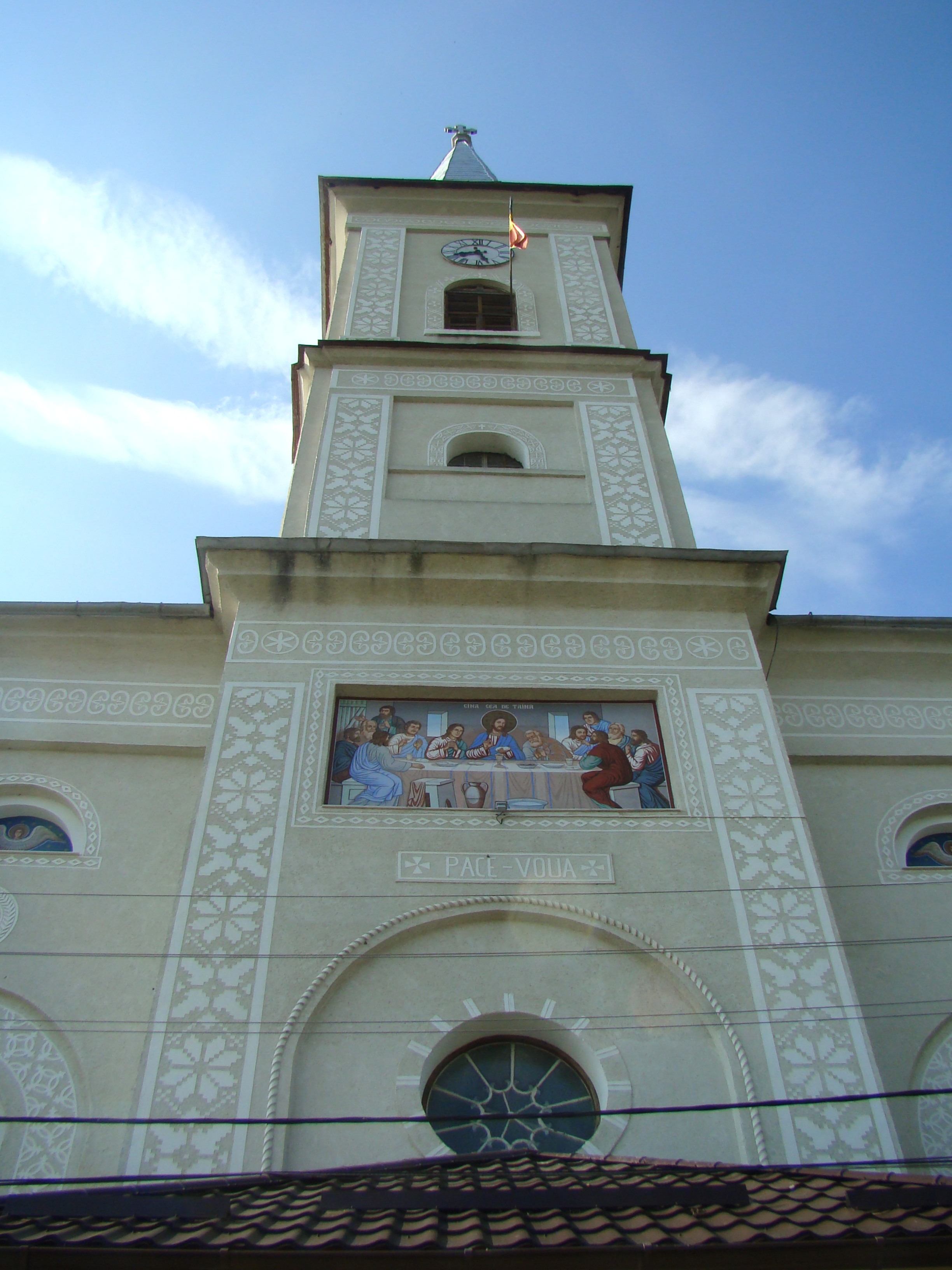
Turnul
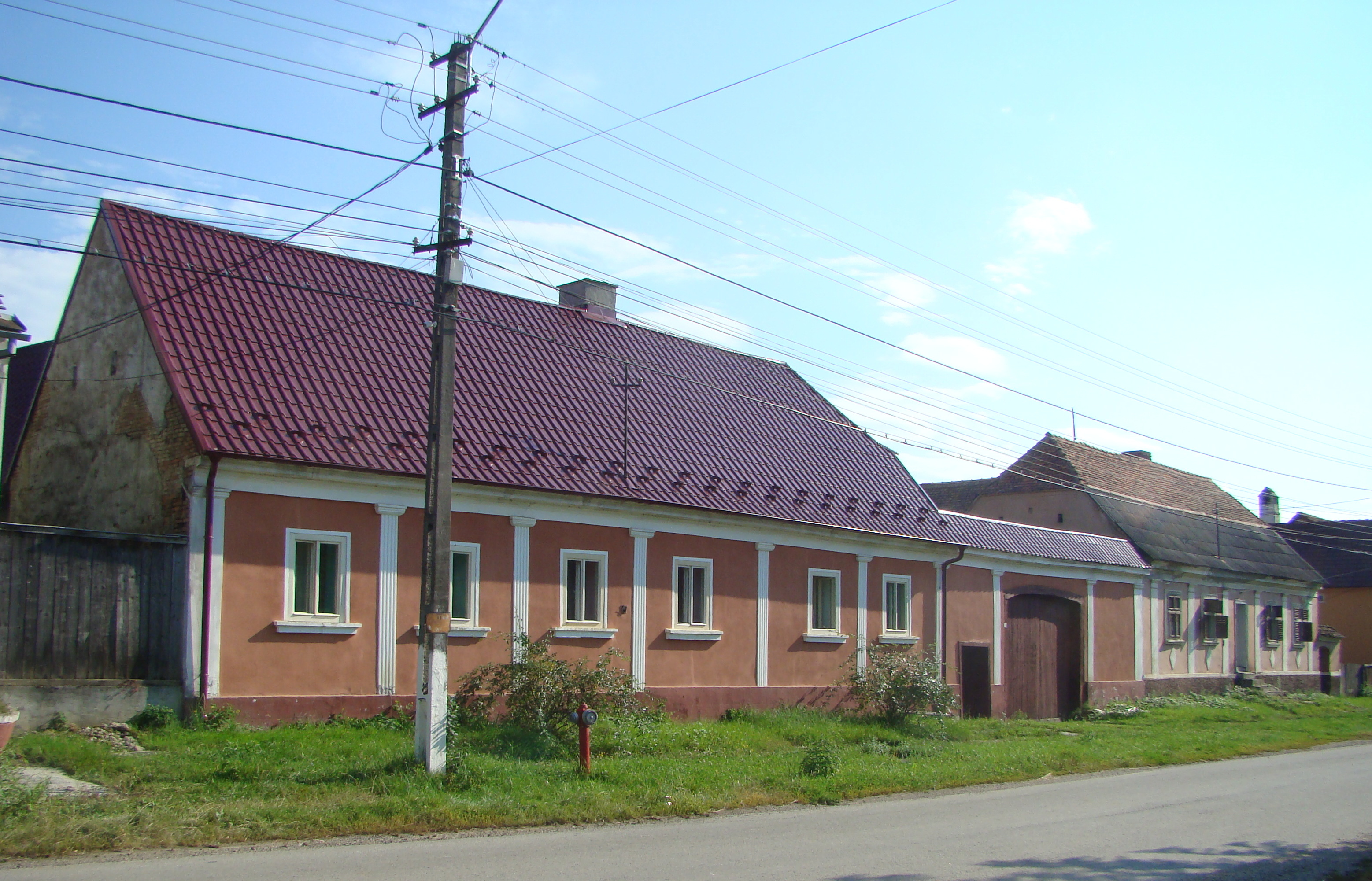
Satu Nou
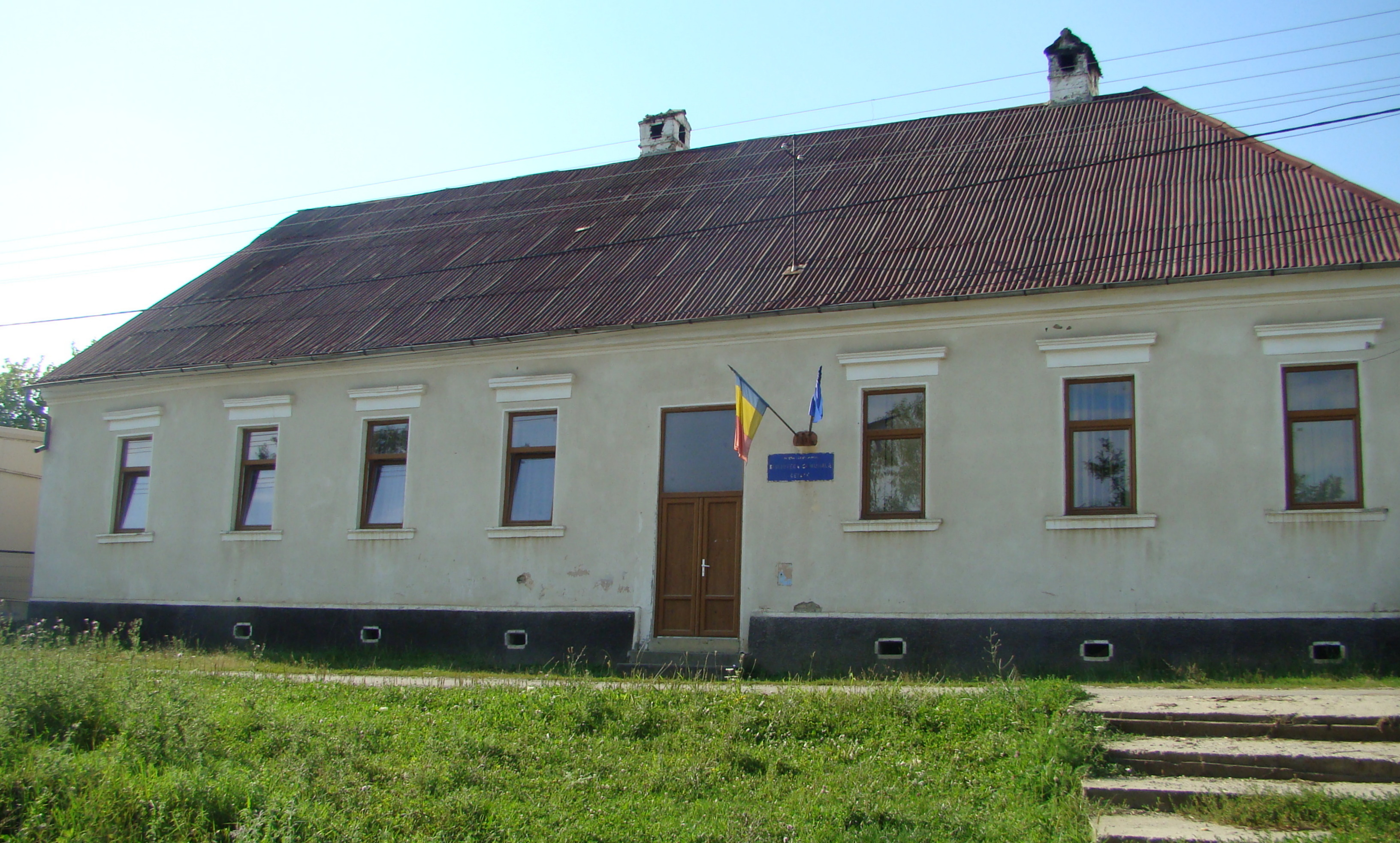
Fosta Școală Generală (clasele I-IV) din Satu Nou, actuala Bibliotecă a comunei Cetate.
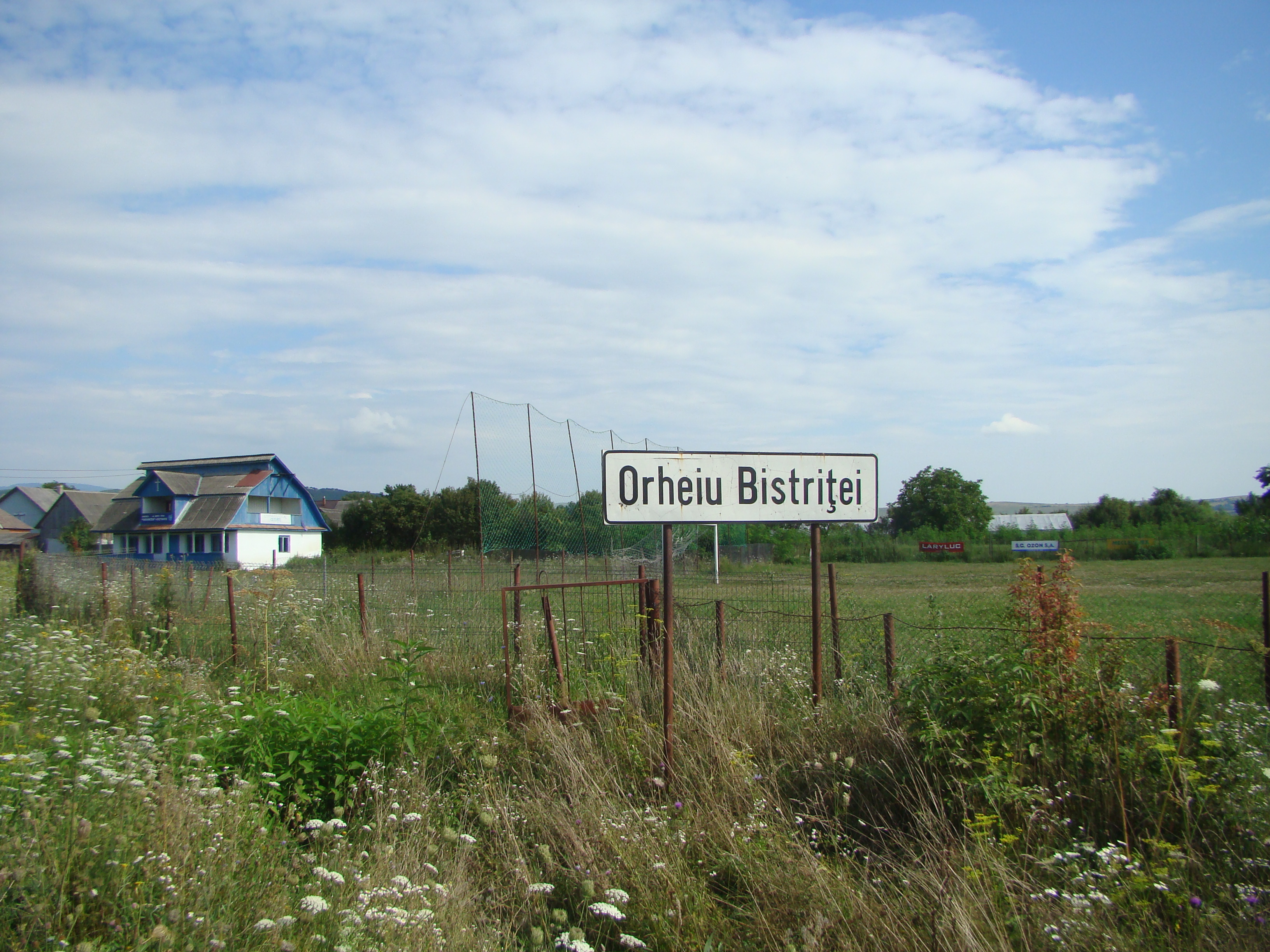
Intrarea în satul Orheiu Bistriței
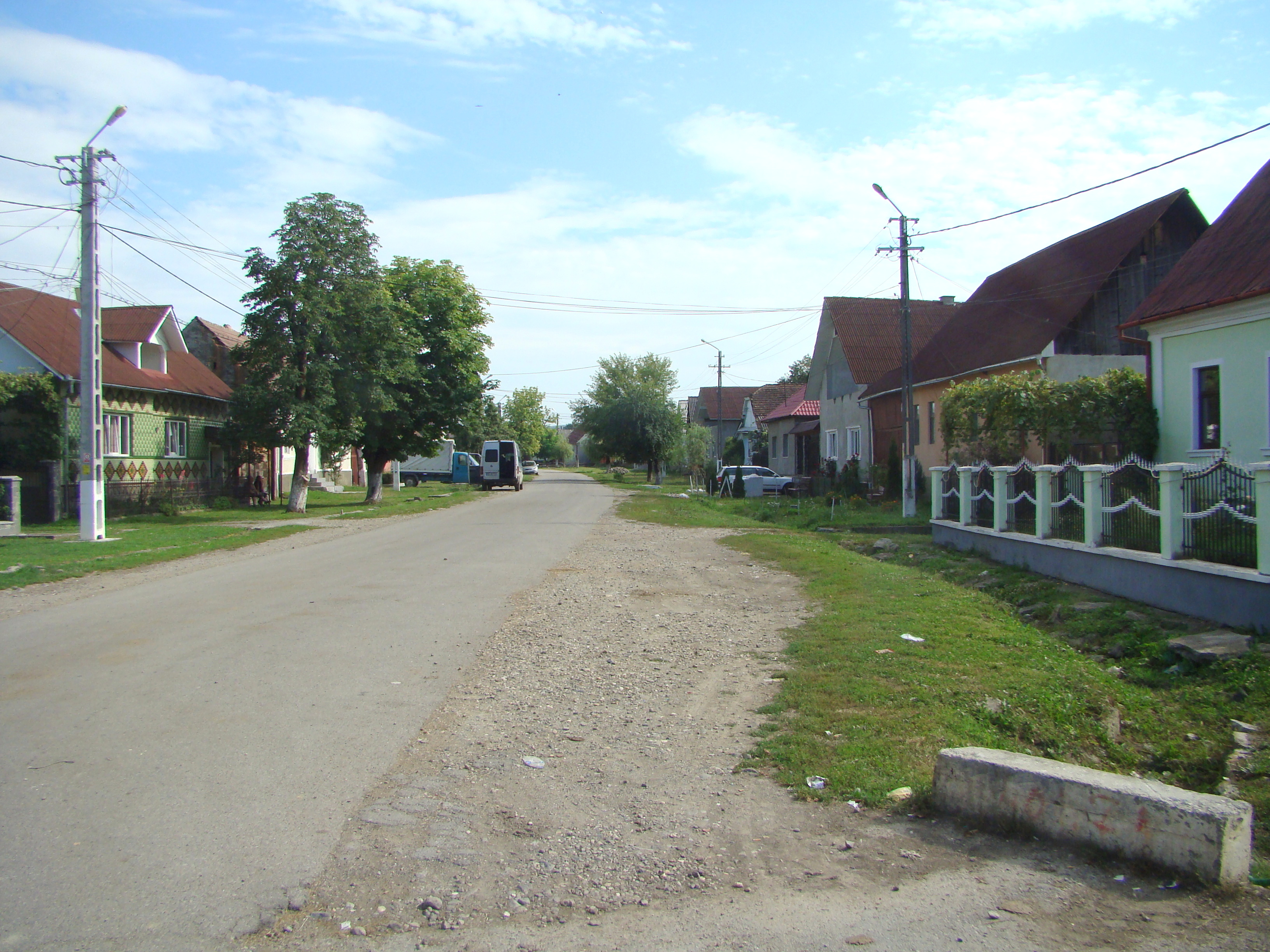
Orheiu Bistriței
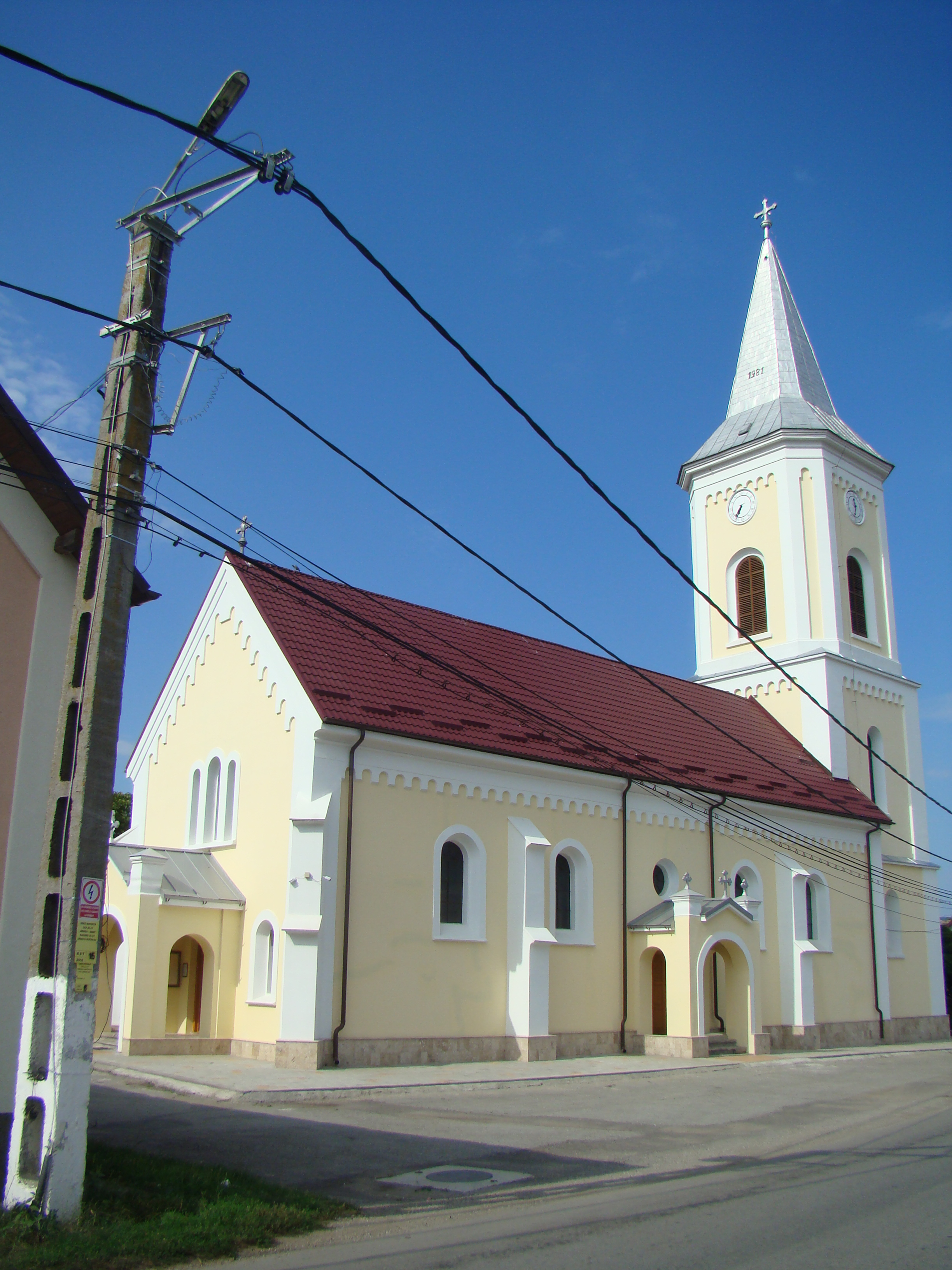
Fosta biserică evanghelică din Orheiu Bistriței
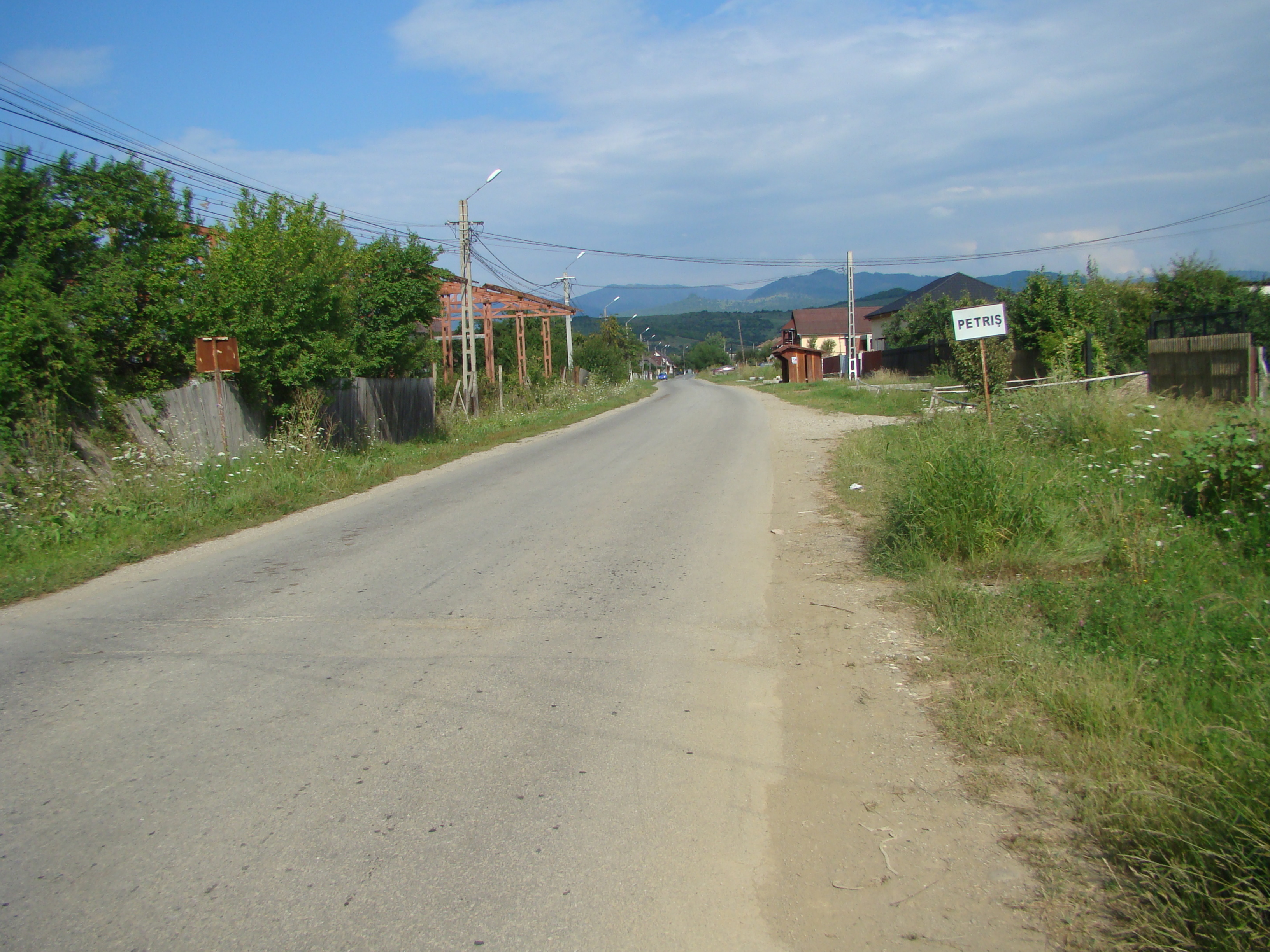
Intrarea în satul Petriș
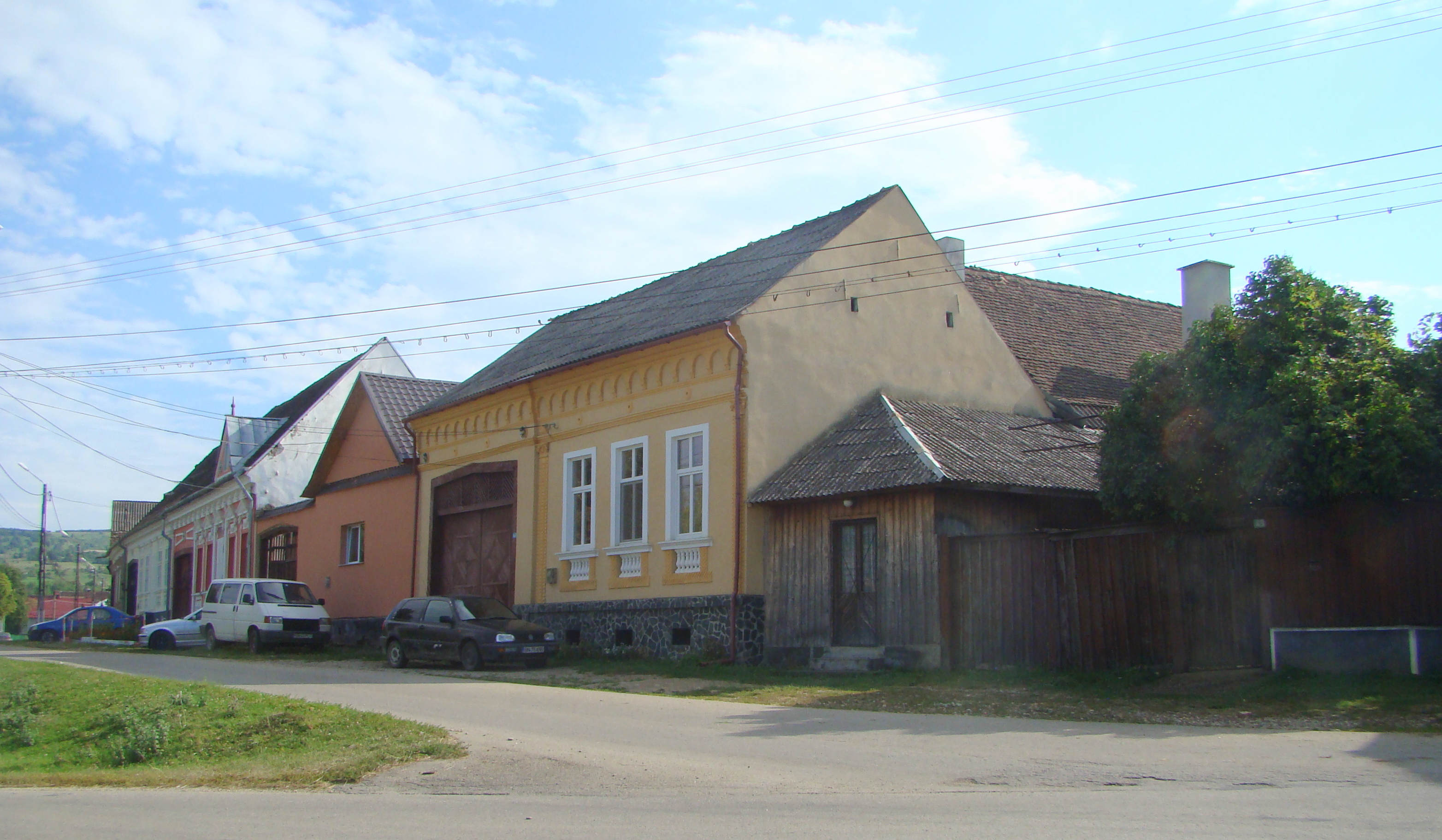
Petriș
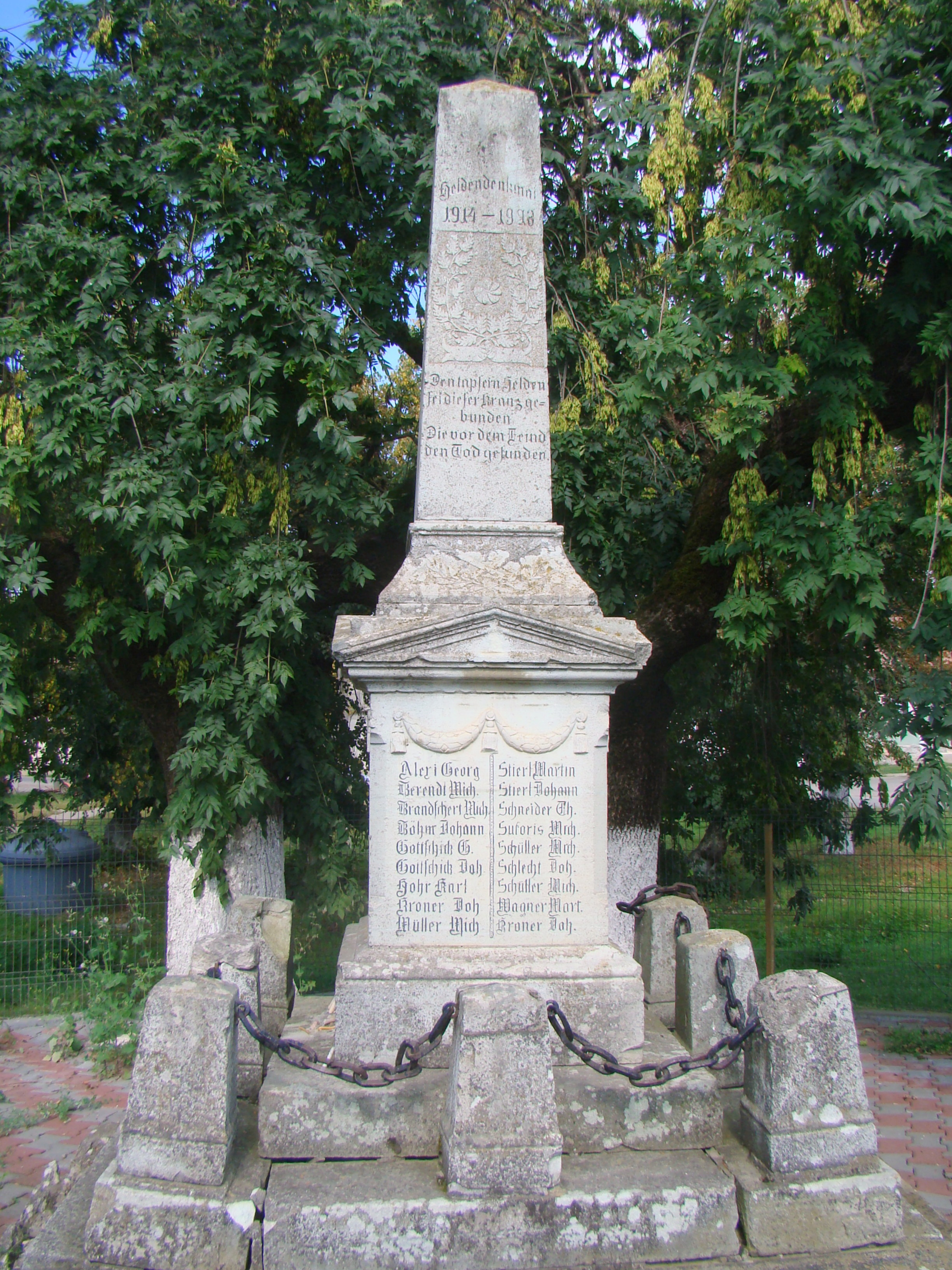
Monumentul eroilor
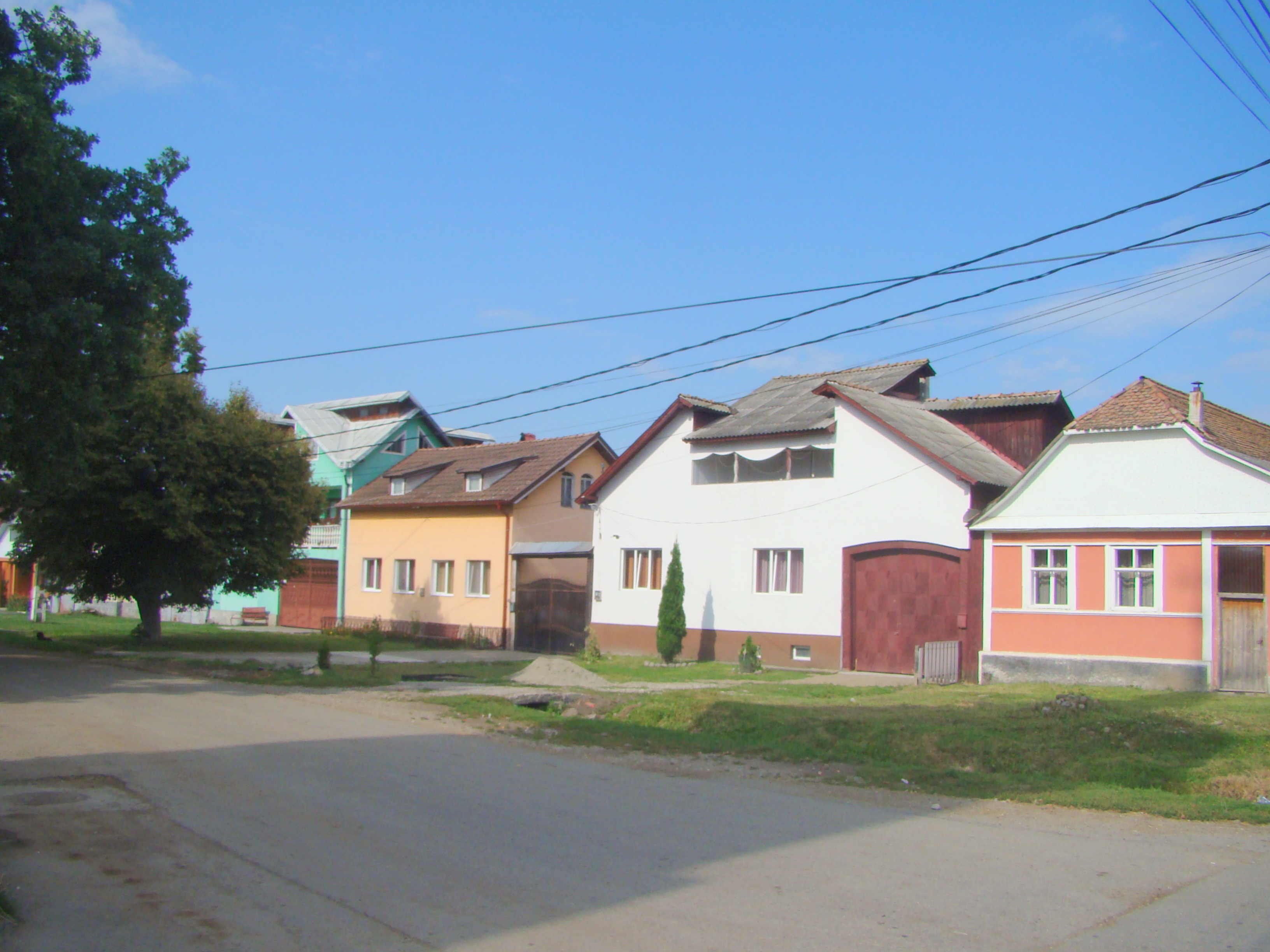
Petriș
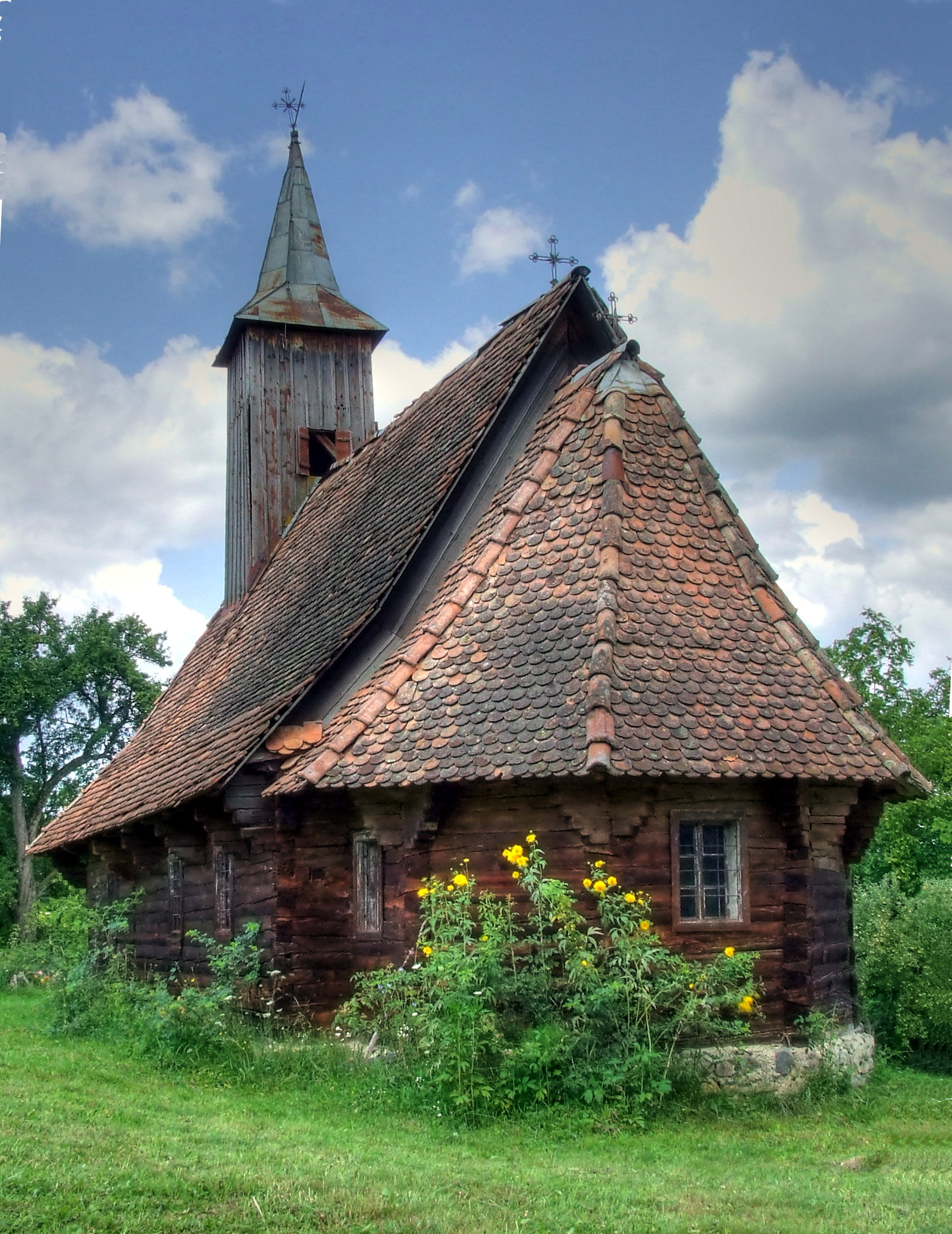
Biserica de lemn din Petriș (monument istoric)
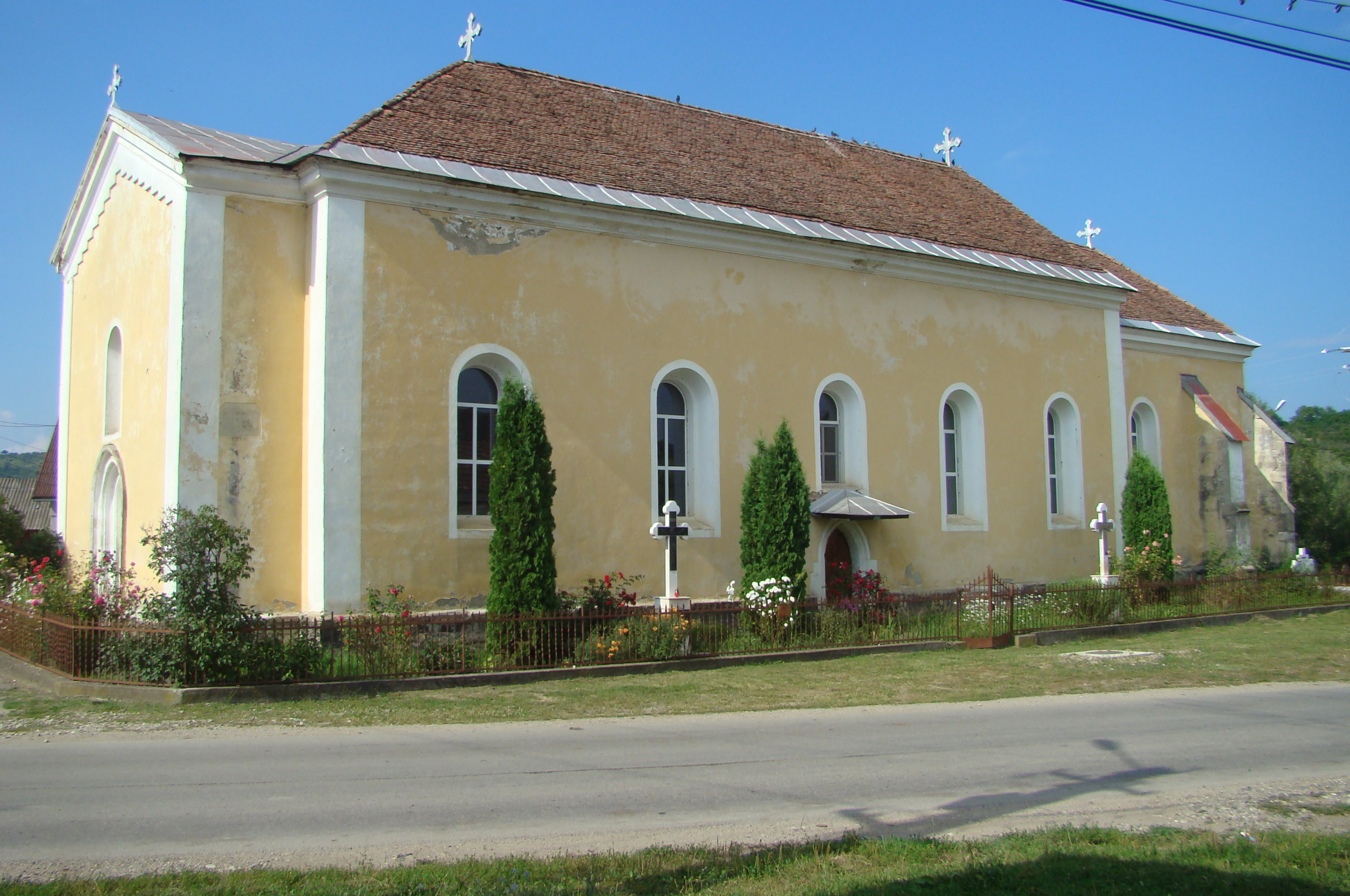
Ansamblul bisericii evanghelice, în prezent ansamblul bisericii ortodoxe „Sf. M. Mc. Dimitrie, Izvorâtorul de Mir” din satul Petriș (monument istoric)
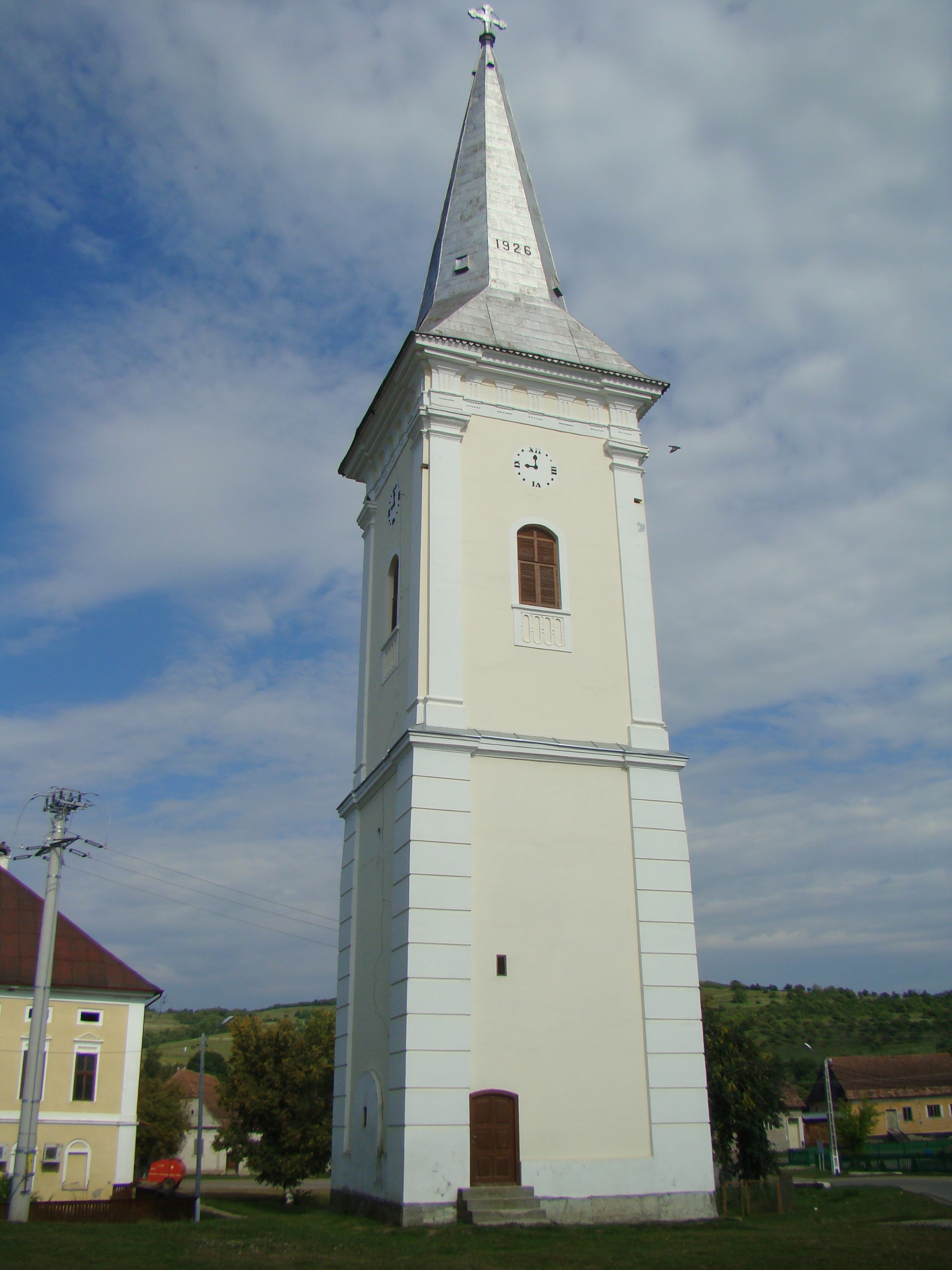
Turnul